# 三海洋イニシアチブ
三海洋イニシアチブ（さんかいようイニシアチブ、英語: Three Seas Initiative、3SI、TSI、I3M）、またはバルト・アドリア・黒海イニシアチブ（英語: Baltic, Adriatic, Black Sea (BABS) Initiative）とは、中央・東ヨーロッパに位置する欧州連合加盟国12か国によるフォーラムである。参加している国々はアドリア海、黒海、バルト海で繋がっている。このフォーラムは、参加国に悪影響をもたらす様々な問題に対処するための地域的な対話を広げることを目的にしている。彼らは、2016年にドゥブロヴニクにて開催された第1回サミットにて初顔合わせをした。

## 概要
三海洋イニシアチブは、バルト海からアドリア海・黒海に至る12か国が参加している。オーストリア以外の11か国は、以前まで社会主義国家であった。北欧の2か国（スウェーデンとフィンランド）と地中海の島国（キプロスとマルタ）を除くと、三海洋イニシアチブには1986年以降に欧州連合に加盟した全国家が参加していることになる。

## 歴史
初のサミットは2016年8月25日から26日に、クロアチアのドゥブロヴニクにて開催された。このサミットにて参加国は、経済問題、特にエネルギーや輸送、通信基盤に関する分野における相互提携宣言を発した。ポーランド大統領アンジェイ・ドゥダはこのイニシアチブについて「ヨーロッパの協調と結束を促進する新たな構想で、イニシアチブは中央ヨーロッパのアドリア・バルト・黒海の3つの海に位置する12か国が協力するという考え」と評した。また招待者として参加した中華人民共和国外交部の劉海興は、中国政府が推進している一帯一路政策との相関性について言及し、前アメリカ合衆国国家安全保障担当補佐官ジェームズ・L・ジョーンズは、このイニシアチブがヨーロッパの発展と安全保障の一端を担う重要性を強調した。
第2回サミットは2017年7月6日から7日に、ポーランドのワルシャワにて開催された。このサミットにはアメリカ合衆国大統領ドナルド・トランプも出席した。このサミットにて、三海洋商業フォーラムの設置が出席国の満場一致で決定した。
第3回サミットは2018年9月17日から18日に、ルーマニアのブカレストにて開催された。参加国は、輸送、エネルギー、デジタル産業の3分野の優先相互接続計画のリストに賛成した。またこのサミットには、欧州委員会委員長ジャン＝クロード・ユンケルや、ドイツ外務大臣ハイコ・マース、アメリカ合衆国エネルギー長官リック・ペリーらが招待された。このサミットにて第一期産業フォーラムが結成、三海洋イニシアチブ商工会議所ネットワークが構成され、三海洋投資基金の創設に関する落札内示書が署名された。

## 歴代サミット
|       | 開催年月日          | 開催地                     | 主催者                             | 特筆事項                                                     |
| ----- | ------------------- | -------------------------- | ---------------------------------- | ------------------------------------------------------------ |
| 第1回 | 2016年8月25日、26日 | クロアチア、ドゥブロヴニク | コリンダ・グラバル＝キタロヴィッチ |                                                              |
| 第2回 | 2017年7月6日、7日   | ポーランド、ワルシャワ     | アンジェイ・ドゥダ                 | アメリカ合衆国大統領ドナルド・トランプ出席                   |
| 第3回 | 2018年9月17日、18日 | ルーマニア、ブカレスト     | クラウス・ヨハニス                 | 欧州委員会委員長ジャン＝クロード・ユンケル出席               |
| 第4回 | 2019年6月5日、6日   | スロベニア、リュブリャナ   | ボルト・パホル                     | ドイツ連邦大統領フランク＝ヴァルター・シュタインマイアー出席 |

## 計画
三海洋イニシアチブは、周辺地域における2つの大規模なインフラ計画に関わっている。
- リトアニアのクライペダから、ギリシアのテッサロニキまでの南北を繋ぐハイウェイ「ヴィア・カルパティア（英語版）」
- ポーランドとクロアチアの海上ターミナルパイプラインと接続する、液化天然ガス施設の建設